# University Endowment Lands
Die University Endowment Lands (dt. Universitäts-Stiftungsland, auch als University Hill oder UEL bekannt) sind ein gemeindefreies Gebiet westlich der kanadischen Stadt Vancouver, rund um den Campus der University of British Columbia (UBC). Sie liegen an der Straße von Georgia am Point Grey, dem westlichsten Punkt der Burrard-Halbinsel. Die UEL sind Teil des Greater Vancouver Electoral Area A und werden gemeinsam von der Universität, Metro Vancouver und der Provinz British Columbia verwaltet. Etwa die Hälfte des Gebiets besteht aus dem größtenteils bewaldeten Pacific Spirit Regional Park. An der Küste befinden sich stellenweise steile Klippen, die sich bis zu 70 Meter über den Stränden erheben.

## Geschichte

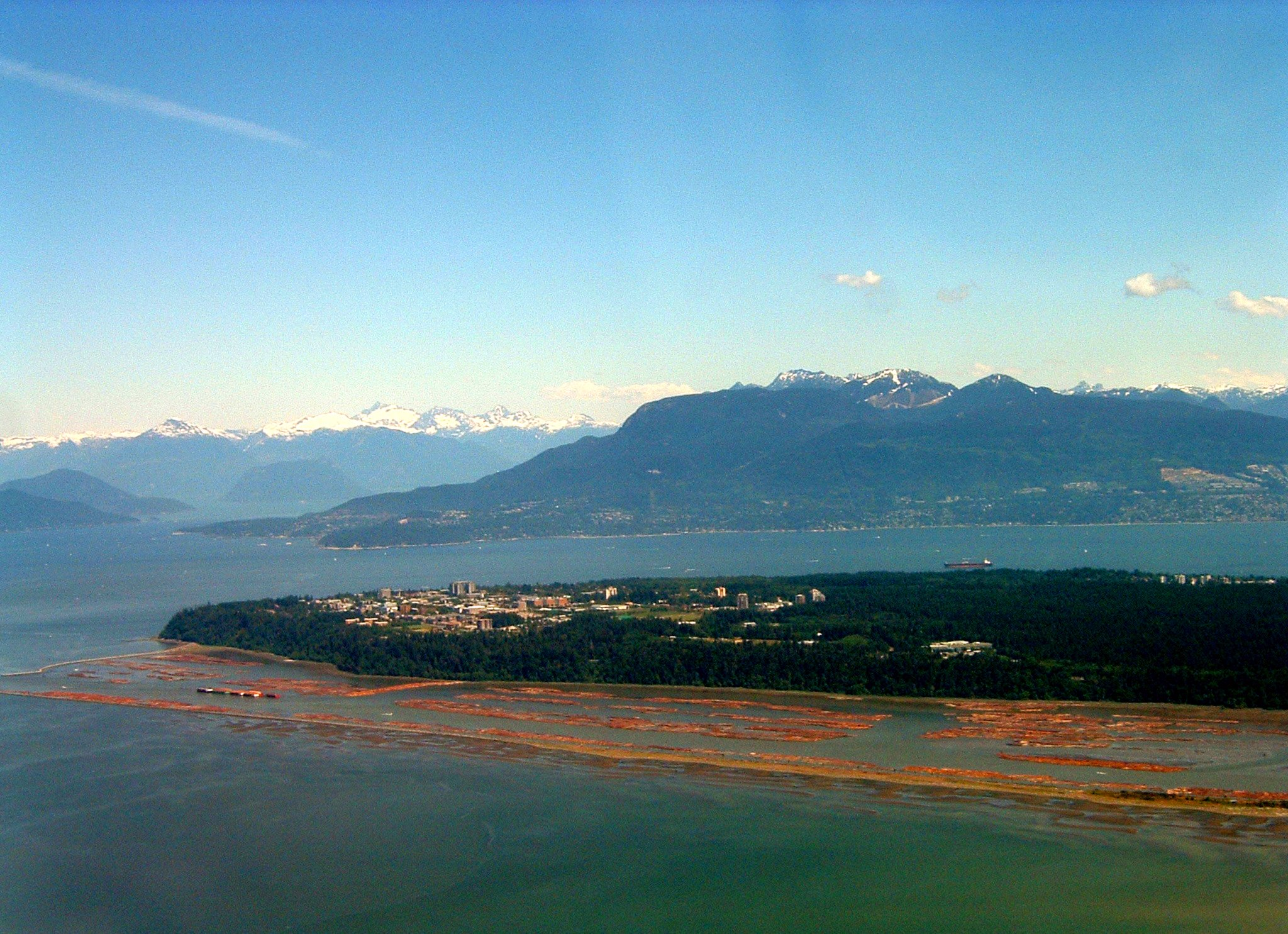
Luftansicht der University Endowment Lands von Süden her

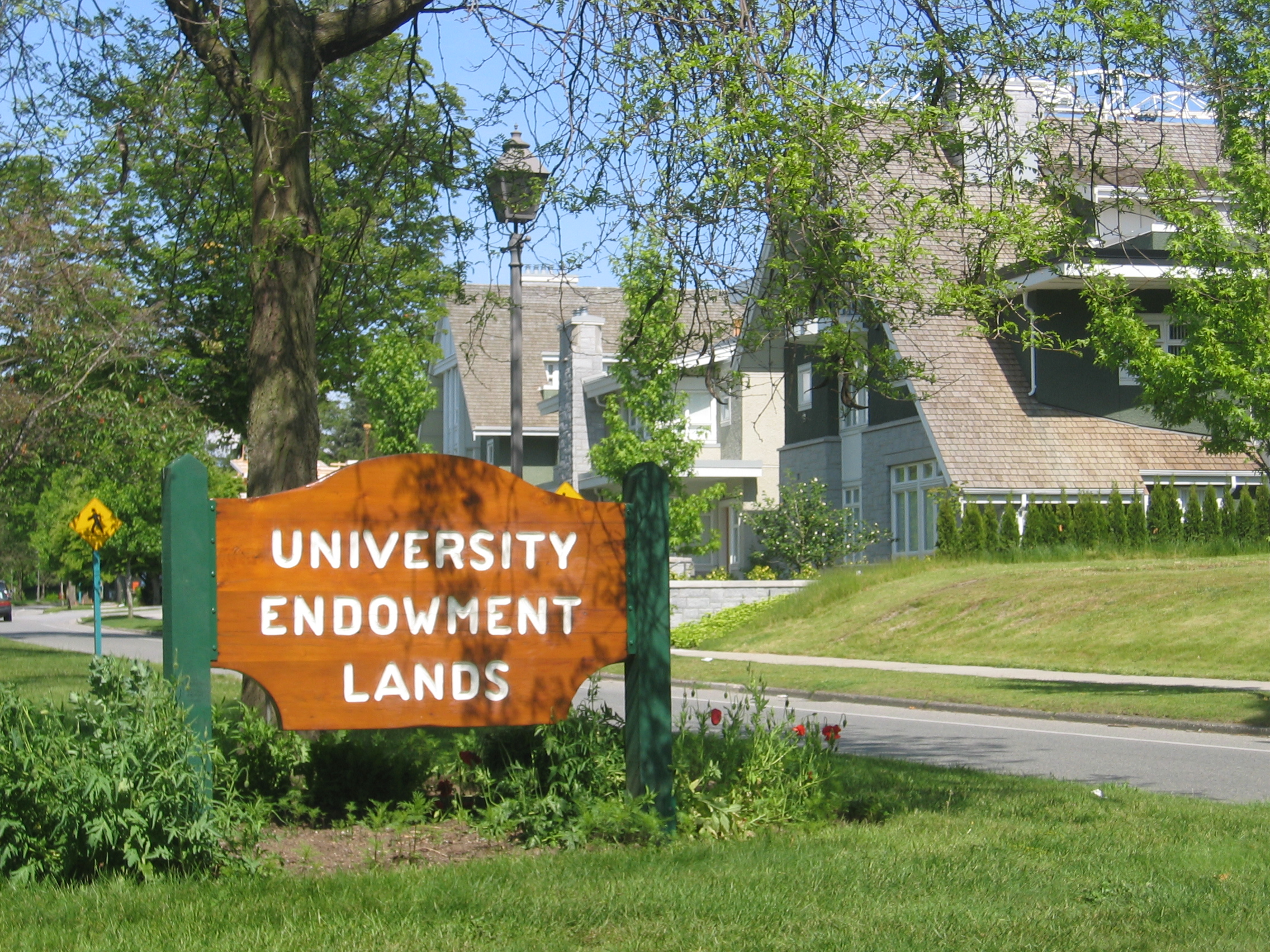
Wohnsiedlung an der Northwest Marine Drive

Die Bildung der University Endowment Lands wurde erstmals nach Inkrafttreten des Universitätsstiftungsgesetzes (University Endowment Act) im Jahr 1907 vorgeschlagen. Die Provinzregierung von Britisch-Kolumbien hatte sich dazu verpflichtet, ein Gebiet von 8.000 km² zu verkaufen oder zu verpachten, um den Aufbau der Universität zu finanzieren. Dieses Gebiet lag in der Region Cariboo im Landesinnern und wurde hauptsächlich landwirtschaftlich genutzt. 1911 trat der University Site Act in Kraft, mit dem die Universität ein Gebiet von rund 70 Hektar zugesprochen erhielt.
1920 stellte sich heraus, dass der Marktwert des Landes in der Region Cariboo nicht hoch genug war, um genügend Einnahmen für die Universität zu erzielen. Dies führte zum British Columbia University Loan Act, mit dem der Vizegouverneur berechtigt war, 30 km² Land im Staatsbesitz bei Point Grey für den Bau von Wohnsiedlungen zu verkaufen. Die erzielten Gewinne dienten dem weiteren Ausbau der Universität. Ein großer Teil der geplanten Bauvorhaben konnte jedoch wegen der Weltwirtschaftskrise nicht umgesetzt werden. Die Universität hatte nicht genügend Geld, um das Gebiet zu roden und für die Erschließung vorzubereiten und übergab die Verantwortung zurück an die Provinzregierung.
Mitte der 1950er Jahre war über die Hälfte des Landes in den UEL noch immer nicht überbaut. Weitere Bauvorhaben scheiterten am Widerstand umweltbewusster Anwohner. 1988 kündigte Provinzpremierminister Bill Vander Zalm die Schaffung des Pacific Spirit Regional Park an. Der neue Park übernimmt die Funktion eines Grüngürtels zwischen dem überbauten Teil der UEL und der Stadt Vancouver. Mittlerweile sind sehr strenge Bauvorschriften in Kraft. Neue Bauvorhaben können erst dann verwirklicht werden, wenn zuvor mehrere Interessengruppen konsultiert worden sind. Es sind dies die Studenten der Universität, das Universitätspersonal, der Lehrkörper, verschiedene Umweltschutzverbände, Unternehmen, Anwohner und die Öffentlichkeit im Allgemeinen.

## Verwaltung
Als gemeindefreies Gebiet besitzen die UEL keinen Bürgermeister oder Stadtrat. Stattdessen wird das Gebiet gemeinsam von der University of British Columbia, der Region Metro Vancouver und der Provinz British Columbia verwaltet. Das Universitätsgelände, der Pacific Spirit Regional Park und der Rest der UEL gehören zum Greater Vancouver Electoral Area A. Steuern werden direkt an die Provinzregierung entrichtet. Studenten, die auf dem Gelände der Universität leben, sind nicht steuerpflichtig.
Im Gegensatz zum benachbarten Vancouver sorgt in den UEL nicht das Vancouver Police Department für die Sicherheit, sondern eine Abteilung der Royal Canadian Mounted Police. Für die Brandbekämpfung ist hingegen die städtische Feuerwehr von Vancouver zuständig.

## Wirtschaft und Verkehr

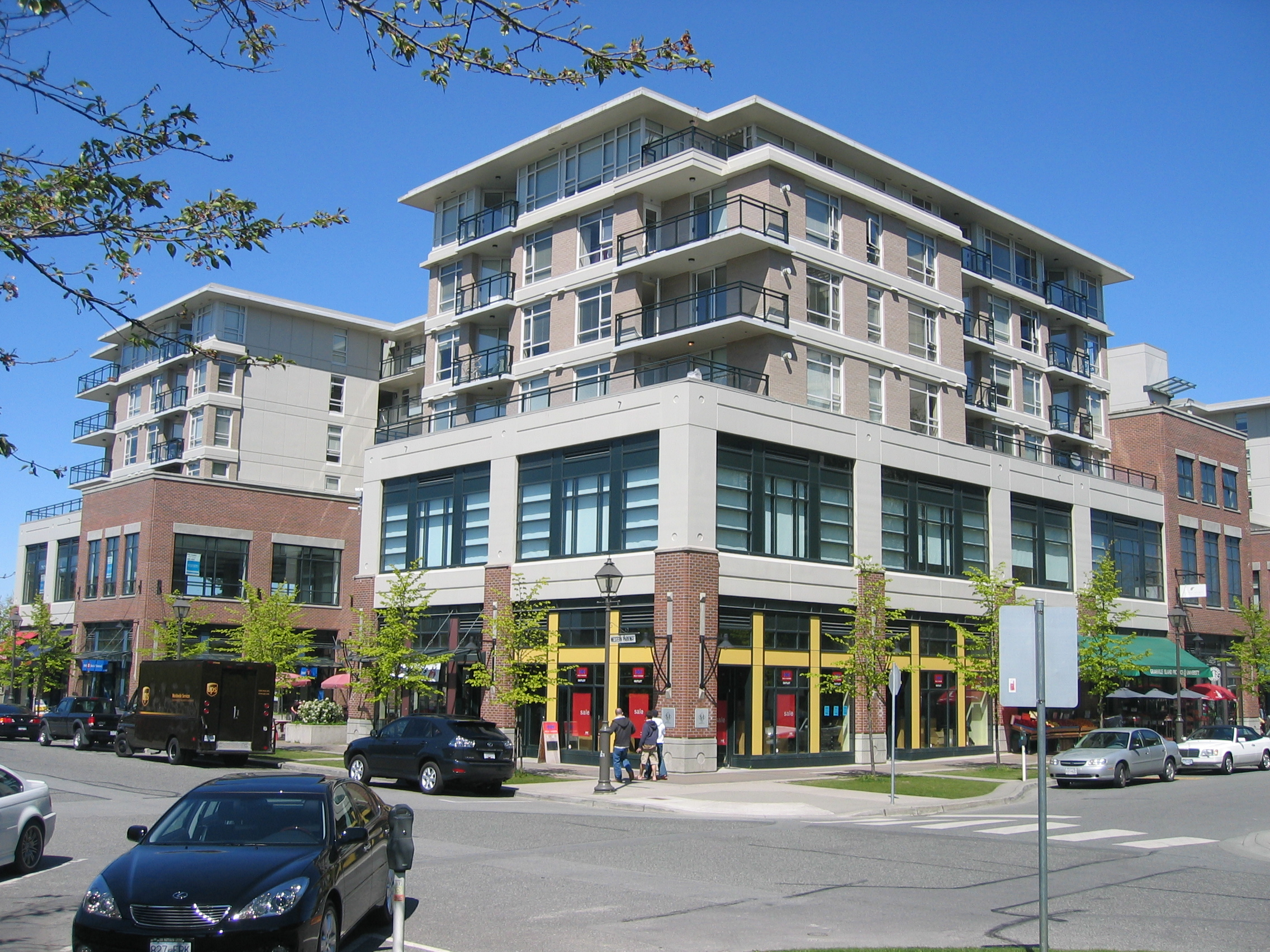
Einkaufszentrum University Marketplace

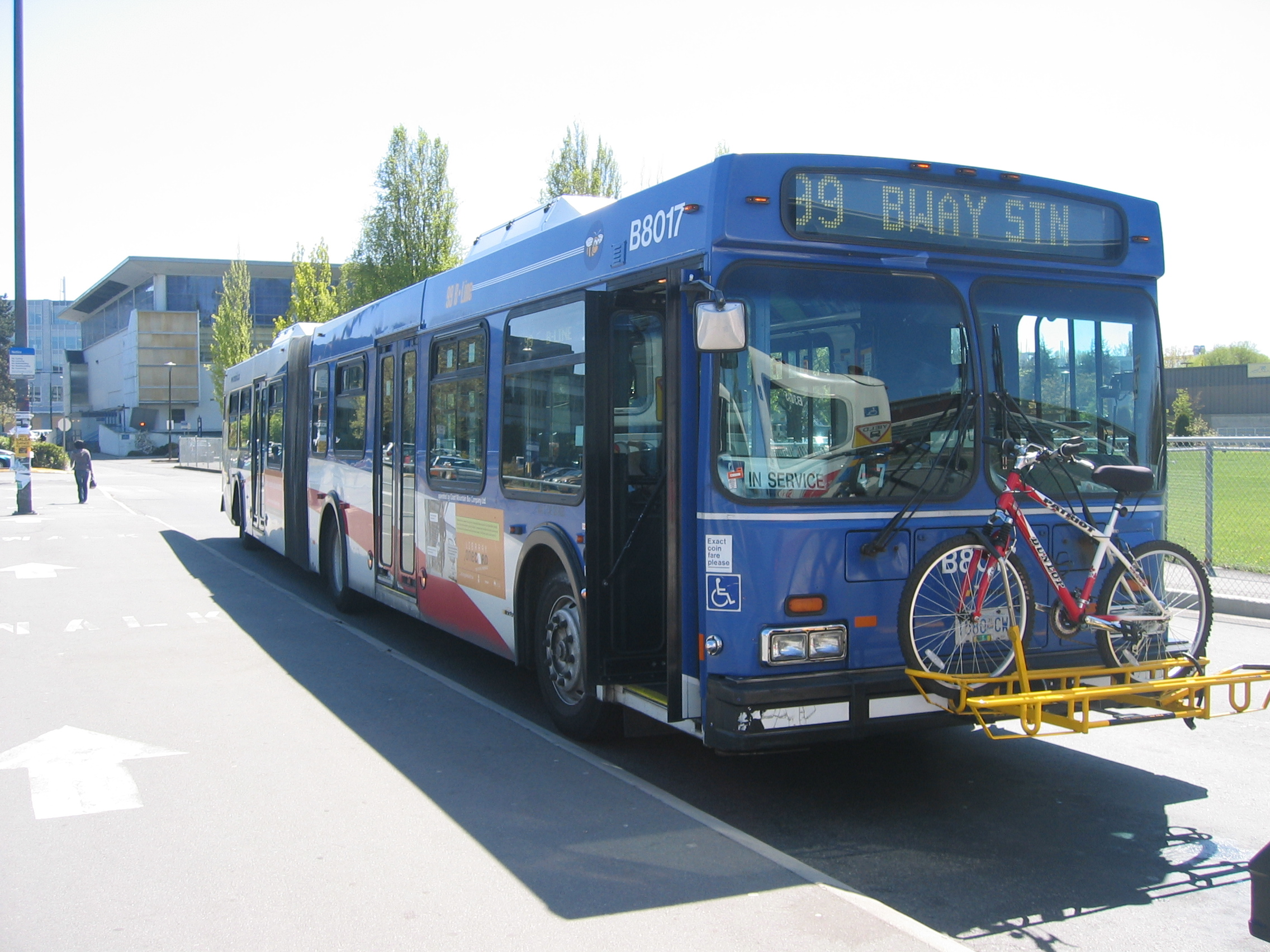
TransLink-Bus der Expresslinie 99

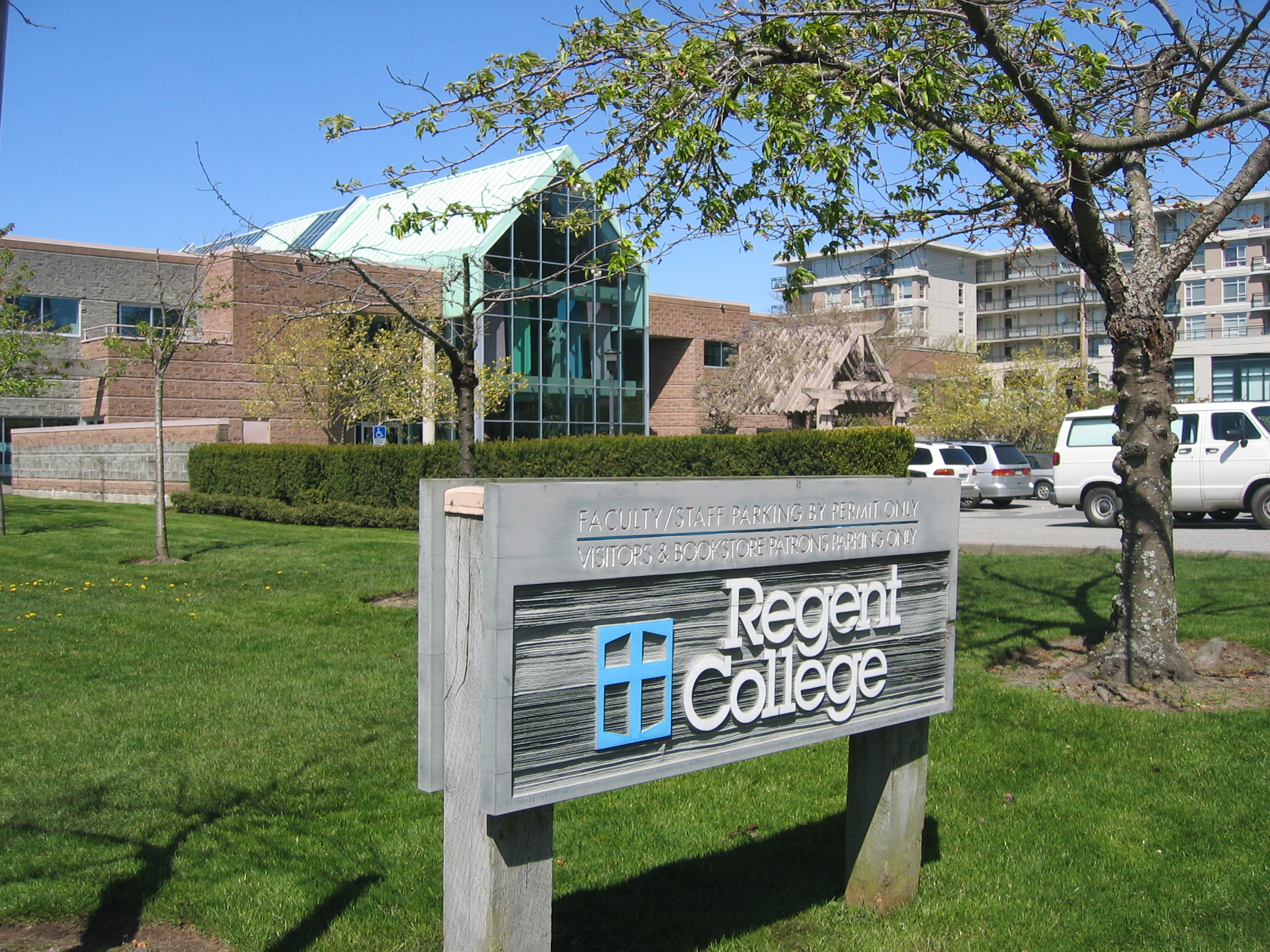
Regent College

Die UEL sind in erster Linie eine Wohnzone und praktisch alle Unternehmen sind Dienstleistungsbetriebe im Bereich Gastronomie, Handel und Gesundheit. Diese befinden sich zum größten Teil auf dem Universitätsgelände sowie im University Village und im University Marketplace. Darüber hinaus gibt es mehrere Museen und Theater wie die Belkin Art Gallery, das Museum of Anthropology, das Fredric Wood Theatre und das Chan Centre. Weitere Sehenswürdigkeiten sind der UBC Botanical Garden und der Nitobe Memorial Garden.
Die Region Vancouver ist das drittgrößte Produktionszentrum für Filme und Fernsehserien in Nordamerika. Viele Szenen, die sich auf einer Universität abspielen, werden aus diesem Grund auf dem Gelände der UBC gedreht. Unternehmen, die Aufnahmen drehen wollen, sind verpflichtet, eine Gebühr zu bezahlen, mit der die Film- und Theaterfakultät finanziert wird. Zu den bekanntesten Produktionen, die in den UEL gedreht wurden, gehören Smallville, Startup, 4400 – Die Rückkehrer, Butterfly Effect, She’s the Man – Voll mein Typ!, All I Want, Taken und Der Exorzismus von Emily Rose.
Da der Pacific Spirit Regional Park das Gebiet zur Stadt Vancouver hin abgrenzt, führen nur fünf Straßen zu den UEL und zur Universität: North West Marine Drive, 4th Avenue/Chancellor Boulevard, 10th Avenue/University Boulevard, 16th Avenue und South West Marine Drive. Allerdings ist das Universitätsgelände Endstation von 15 TransLink-Buslinien und die Studenten kommen in den Genuss von günstigen Busabonnementen. Es bestehen Pläne, die Millennium Line des SkyTrain hierher zu verlängern.

## Bildung und Sport
Neben der University of British Columbia befinden sich in den UEL auch die Vancouver School of Theology und das Regent College. Für die Einwohner stehen zwei Schulen zur Verfügung, die zum Schulbezirk 39 Vancouver gehören. Die meisten Sportanlagen in den UEL befinden sich auf dem Campus. Die Sportmannschaften der Universität werden UBC Thunderbirds genannt. Ihnen stehen das War Memorial Gym, das Thunderbird Stadium, das UBC Aquatic Centre und das Thunderbird Winter Sports Centre zur Verfügung.
Im Hinblick auf die Olympischen Winterspiele 2010 wurde das Thunderbird Winter Sports Centre durch einen Neubau ersetzt, das Doug Mitchell Thunderbird Sports Centre (anderer Name: UBC Winter Sports Centre). Das neue Gebäude besitzt drei Eisflächen, die größte mit einer Zuschauerkapazität von 7500 Zuschauern. Hier werden mehrere Spiele des olympischen Eishockey-Turniers ausgetragen. Der Abbruch der alten Halle begann im April 2006, die neue Halle wurde im September 2008 eröffnet.